# Юрченко, Михаил Юрьевич
Михаи́л Ю́рьевич Ю́рченко (род. 20 июня 1970, Уштобе) — советский и казахстанский боксёр, представитель супертяжёлой весовой категории. Выступал за сборные СССР и Казахстана по боксу в 1980-х и 1990-х годах, чемпион СНГ, победитель и призёр турниров международного значения, участник летних Олимпийских игр в Атланте.

## Биография
Михаил Юрченко родился 20 июня 1970 года в городе Уштобе Алматинской области Казахской ССР.
Впервые заявил о себе в сезоне 1987 года, когда стал серебряным призёром юниорского турнира «Дружба» в Пхеньяне и международного юниорского турнира в Тбилиси.
На чемпионате СССР 1990 года в Луцке завоевал серебряную медаль в зачёте тяжёлого веса, уступив в решающем финальном поединке Евгению Белоусову. Попав в состав советской национальной сборной, выступил на Кубке мира в Бомбее и на Играх доброй воли в Сиэтле, где на стадии четвертьфиналов был остановлен немцем Майком Хайдеком.
В 1991 году одержал победу на первом и единственном в своём роде чемпионате СНГ по боксу, получил бронзу на Спартакиаде народов СССР в Минске.
После распада Советского Союза некоторое время выступал за сборную Казахстана. Так, в 1994 году в составе казахской сборной дошёл до четвертьфинала на Кубке мира в Бангкоке, уступив титулованному кубинцу Роберто Баладо.
В 1996 году выиграл серебряную медаль на Кубке мэра в Себу и благодаря череде удачных выступлений удостоился права защищать честь страны на летних Олимпийских играх в Атланте — здесь уже в первом бою категории свыше 91 кг досрочно в первом раунде потерпел поражение от россиянина Алексея Лезина и сразу же выбыл из борьбы за медали.
Завершив спортивную карьеру, занимался бизнесом. Занимал должность вице-президента Федерации бокса Алма-Аты.